# Psykiskt beroende
Psykiskt beroende föreligger när behovet av "mentala kryckor" för banala aktiviteter är ett faktum.  "Mentala kryckor" kan vara  nappar, nallar, mobiltelefoner, cigaretter, alkohol eller ataraktika etc.
Exempel på psykiskt beroende är när någon alltid tänder en cigarett i samband med ett telefonsamtal, utan att något direkt "sug" efter nikotin föreligger, eller att knappa på mobilen i tid och otid. Ett annat vanligt exempel är behovet att ta en drink innan någon bjuder upp en annan till dans. 
Det psykiska beroendet kan för personer som är disponerade att bli kemiskt beroende leda till nikotinism, alkoholism och/eller narkomani.
För en psykiskt beroende person består tryggheten i det bestående, även om detta är negativt för individen.
Andra typer av psykiskt beroende som i hög grad liknar kemiskt beroende är köpberoende och spelberoende.